# Zdeněk Svoboda (lední hokejista)
Zdeněk Svoboda (* 1952) je bývalý československý hokejový útočník.

## Hokejová kariéra
V československé lize hrál za TJ Gottwaldov. Odehrál 1 ligovou sezónu, nastoupil ve 2 utkáních.

## Klubové statistiky
| Sezona    | Klub          | Soutěž  | Základní část | Základní část | Základní část | Základní část | Základní část |
| Sezona    | Klub          | Soutěž  | Z             | G             | A             | B             | TM            |
| --------- | ------------- | ------- | ------------- | ------------- | ------------- | ------------- | ------------- |
| 1971/1972 | TJ Gottwaldov | 1. liga | 2             | 0             | 0             | 0             | -             |